# Sophie Sumner
Sophie Sumner (Oxford, 15 de enero de 1990) es periodista, editora de moda , personalidad televisiva, aristócrata y modelo británica. Su carrera de modelaje se hizo notable después de ser la subcampeona del ciclo 5 de Britain's Next Top Model y más tarde ganar el ciclo 18 de America's Next Top Model. La personalidad burbujeante, la actitud positiva y el amor por la vida de Sophie la han llevado a múltiples cadenas de televisión como CW, NBC, E4, ABC, Living TV, Music Choice y múltiples publicaciones como Vogue, Marie Claire, Nylon, Cosmopolitan y Harpers Bazaar.

## Primeros años
Sumner nació y creció en Oxford. Asistió a la escuela en Cherwell School, The Manor Preparatory y Headington School, un internado privado para niñas, donde conoció y entabló amistad con la actriz Emma Watson. Sumner tenía planes de completar un grado en la Universidad de Exeter, pero decidió posponerlo para centrarse en el modelaje después de una audición exitosa para Britain's Next Top Model.

## Carrera

### Britain's Next Top Model
Sumner formó parte del elenco del ciclo 5 de Britain's Next Top Model, siendo la décima chica en ser elegida debido a su aspecto poco convencional y único. Sin embargo, su primera semana en la competencia fue negativa, ya que luchó en la sesión de fotos y produjo una foto la cual se consideró débil. Fue en el cuarto episodio que se convirtió en una verdadera contendiente, siendo su foto considerada la mejor del grupo, obteniendo el primer llamado. Después, Sumner produjo fotografías fuertes, pero cayó en los dos últimas nuevamente en el episodio 8 por su actitud aparentemente mala y tener personalidad de sabelotodo, sin embargo, los jueces rechazaron esa idea salvándola. Ella finalmente llegó a la final pero fue derrotada por Mecia Simson.

### America's Next Top Model
Sumner fue elegida como una de las siete All-Stars británicas para competir en el ciclo 18 de America's Next Top Model, junto con sus concursantes de su ciclo original, Annaliese y Ashley. Los jueces consideraban que sobre su personalidad «iluminaba una habitación», lo que la llevó a ser etiquetada como «Illuminata» por la propia Tyra Banks. Sumner obtuvo un total de dos primeros llamados. Su consistencia, personalidad, pasarela y su portafolios la llevaron a convertirse en la decimoctava ganadora del programa, por encima de Laura LaFrate.
Con su victoria logró convertirse en la primera ganadora extranjera del programa, además de ser una de las ganadoras en nunca haber estado en las dos últimas, junto con Jaslene González, McKey Sullivan, Nicole Fox, Krista White, Jourdan Miller e India Gants.

### Otros trabajos
Sumner lanzó un sencillo titulado «Aiming For You» en iTunes  y sus fotos para Vogue Italia aparecen en el número de agosto de 2012. Ha hecho anuncios publicitarios para CoverGirl y para el perfume d America's Next Top Model, Dream Come True. Es activa en la recaudación de fondos para la investigación del cáncer de mama con la ayuda de su perro Darcy. En 2012, Sumner interpretó a la amigo de Deepika Padukone en la película de Bollywood, Cocktail, incluidas las secuencias de baile. Sumner, junto con sus coestrellas Allison Harvard y Dominique Reighard, aparecieron y desfilaron en el 25 aniversario del Bench Universe Denim and Underwear Show en septiembre de 2012. En diciembre del mismo año, Sumner se convirtió en una Covergirl para la revista MEG para sus números de diciembre de 2012 y enero de 2013. También asistió a un desfile de modas en Montego Bay para el ciclo 19 con los concursantes finalistas.
En 2013, Sumner abrió la pista y lució los diseños del diseñador singapurense Frederick Lee durante el final del ciclo 1 de Asia's Next Top Model. En 2015, Sumner actuó como «Summer» (para no confundirse con Sophie Pape, otra estrella del programa) en el programa de telerrealidad Taking New York en E4. En octubre de 2016, fue juez invitada en la noche de la coronación del Miss Tierra 2016, en el Mall of Asia Arena en Pásay, Gran Manila, Filipinas.

## Vida personal
Sumner nació y creció en Oxford, Inglaterra. Sin embargo, actualmente reside en la ciudad de Nueva York y viaja frecuentemente con fines de modelaje. Sumner ha vivido y es amiga íntima de la actriz Emma Watson y la modelo Andreja Pejić.